# Sinagoga de Pisa
La sinagoga de Pisa es un edificio de culto judío ubicado en vía Palestro 24.

## Historia y descripción
Data de principios del siglo XVII, pero fue reformada por primera vez en 1785 y completamente renovada en 1863 por Marco Treves. En esa ocasión se rehízo la fachada, con portal central, ventanales redondos, visual ovalado y tímpano triangular.

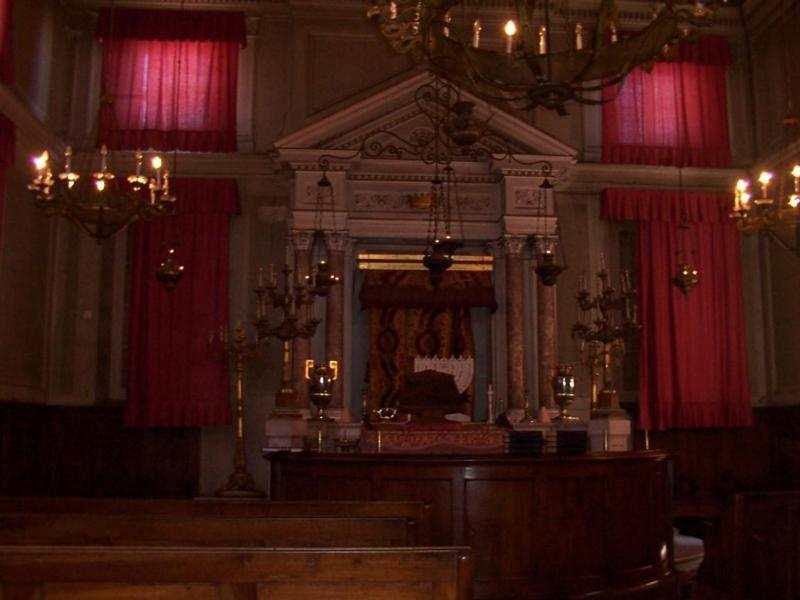
El interior de la sinagoga

El interior también se rehízo en gran medida manteniendo la misma subdivisión de los espacios. Se trata de un gran salón cuadrado, con Ezrat Nashim sobre un balcón saliente en la entrada y paredes decoradas con estuco. La tevah es de madera con barandilla con balaustradas torneadas mientras que el Aròn ha-Kodeshes de mármol flanqueado por pares de columnas con capiteles corintios y tímpano triangular.
Sin embargo, durante 2007 el edificio sufrió graves daños debido a una tormenta eléctrica que prácticamente destruyó el techo dejando inutilizable la sinagoga durante unos ocho años acabando, el 21 de junio de 2015, con la reapertura e inauguración de la restauración de la sinagoga. Varios invitados distinguidos estuvieron presentes en la ceremonia de inauguración, incluido el líder espiritual de la comunidad musulmana de Pisa, Imam Mohamed Khalil. El rabino de la comunidad judía de Pisa saludó calurosamente al Imam llamándolo "uno de nuestros hermanos."

## Historia de la comunidad
El primer testimonio directo sobre la existencia de una comunidad judía en Pisa se remonta a la segunda mitad del siglo XII, extraído del informe de viaje de Beniamino di Tudela. Desde entonces, gracias a diversa documentación de la comunidad, una presencia estable de la comunidad se remonta al siglo XVIII. Durante el siglo XVIII la población judía comenzó a experimentar un crecimiento, debido entre otras cosas a un mayor traslado a la ciudad de numerosos comerciantes judíos de la comunidad de Livorno, así como al aumento generalizado del nivel de vida. Durante las primeras décadas del siglo XX, algunos de los miembros de la comunidad formaron parte del entorno político y social de la ciudad. Un ejemplo de esa participación comunitaria fue el cargo de alcalde de la ciudad a cargo de Alessandro D'Ancona, un conocido miembro de la comunidad judía pisana, así como la gran participación de la comunidad en las iniciativas patrióticas durante la Primera Guerra Mundial. Durante 1938, siguiendo las leyes raciales fascistas, los miembros de la comunidad sufrieron diversas penurias y persecuciones que dañaron enormemente la vida de la comunidad. A partir de la posguerra, la comunidad judía se cuidó con rigor para que los judíos de Pisa pudieran regresar y mantener su presencia en la ciudad. Hoy la comunidad pisana también actúa como un punto de referencia para las comunidades judías de Lucca y Viareggio.

## Episodios de antisemitismo
La noche del 12 de enero de 2009, la pared de la fachada de la sinagoga fue manchada por personas anónimas con 5 huevos rellenos de pintura roja. Según la policía el hecho está relacionado con los disturbios que tuvieron lugar en Gaza en el mismo período.

## Otros proyectos
- Wikimedia Commons contiene imágenes u otros archivos de la sinagoga di Pisa